# J. Edgar
J. Edgar es una película dramática estrenada el 9 de noviembre de 2011 en Estados Unidos, protagonizada por Leonardo DiCaprio. A su vez, Clint Eastwood asume las tareas de dirección, producción y composición de la banda sonora. Está basada en la vida de J. Edgar Hoover, que fue el primer director de la Oficina Federal de Investigación (FBI) desde el 10 de mayo de 1924 hasta su muerte en el año 1972.

## Argumento
En 1919, después de que los anarquistas intentaran asesinar al fiscal general A. Mitchell Palmer, este pone a su protegido, J. Edgar Hoover, a cargo de una nueva división dedicada a purgar a los radicales. Hoover rápidamente comienza a compilar una lista de sospechosos. Conoce a Helen Gandy, una nueva secretaria del Departamento de Justicia, y la lleva a la Biblioteca del Congreso para mostrarle el sistema de catálogo de tarjetas que ideó. Él intenta conquistarla y luego le propone matrimonio. Ella lo rechaza, pero acepta convertirse en su secretaria personal.
Hoover descubre que el Departamento de Trabajo se niega a deportar a nadie sin pruebas de un delito. Al enterarse de que Anthony Caminetti, el Comisionado General de Inmigración, no le gusta la anarquista Emma Goldman, Hoover hace que sea elegible para la deportación y crea un precedente de deportación por conspiración radical. Después de varias redadas del Departamento de Justicia sobre presuntos grupos radicales, Palmer pierde su trabajo como fiscal general. Su sucesor, Harlan F. Stone, designa a Hoover como director de la nueva Oficina de Investigación del Departamento de Justicia. Hoover conoce al abogado Clyde Tolson y lo contrata.
Cuando el secuestro del bebe Lindbergh capta la atención nacional, el presidente Herbert Hoover le pide a la Oficina que investigue. Hoover emplea varias técnicas novedosas, incluido monitorear los números de registro en los billetes del pago del rescate y el análisis experto de la escritura del secuestrador. Cuando los billetes monitoreados comienzan a aparecer en la ciudad de Nueva York, los investigadores encuentran a un empleado de la estación de servicio que anotó el número de matrícula del hombre que le dio el billete. Esto lleva al arresto, y eventual condena, de Bruno Richard Hauptmann por el secuestro y asesinato del niño Lindbergh.
Después de que Hoover, Tolson y la madre de Hoover (con quien Hoover aún vive) ven la película de James Cagney G Men, Hoover y Tolson van a un club, donde Hoover está sentado con Anita Colby, Ginger Rogers y la madre de Rogers, Lela. La madre de Rogers le pide a Hoover que baile y se pone nervioso, diciendo que él y Tolson deben irse, ya que tienen mucho trabajo por hacer en la mañana. Cuando llega a casa, le dice a su madre que no le gusta bailar con chicas. Ella le dice que preferiría que él esté muerto que un homosexual. Ella insiste en enseñarle a bailar, y bailan en su dormitorio.
Hoover y Tolson se van de vacaciones a las carreras de caballos. Esa noche, Hoover le dice a Tolson que se preocupa profundamente por él, y Tolson le dice a Hoover que lo ama. Hoover entra en pánico y afirma que quiere casarse con Dorothy Lamour. Tolson acusa a Hoover de hacer el ridículo y terminan peleándose en el piso. Tolson repentinamente besa a Hoover, quien dice que eso nunca debe volver a suceder; Tolson dice que no, y trata de irse. Hoover se disculpa y le ruega que se quede, pero Tolson amenaza con poner fin a su amistad si Hoover vuelve a hablar de otra mujer. Después de que Tolson se va, Hoover dice que él también lo ama.
Años más tarde, Hoover siente que su fuerza comienza a disminuir, mientras que Tolson sufre un ataque de apoplejía. Hoover intenta chantajear a Martin Luther King, Jr. para que rechace su Premio Nobel de la Paz, enviándole una carta amenazando con exponer sus relaciones extramatrimoniales. King ignora esto y acepta el premio.
Hoover le dice a Gandy que destruya sus archivos secretos después de su muerte para evitar que el presidente Richard Nixon los obtenga. Él visita a Tolson, quien lo insta a retirarse. Hoover se niega, alegando que Nixon va a destruir la oficina que ha creado. Tolson acusa a Hoover de haber exagerado su participación en eventos clave de la Oficina. Momentos más tarde, Hoover le dice a Tolson que necesitaba a Tolson más de lo que nunca había necesitado a nadie más. Él sostiene la mano de Tolson, besa su frente y se va.
Hoover regresa a casa del trabajo, obviamente debilitado. Poco después de que Hoover sube las escaleras, su ama de llaves llama a Tolson, quien va a la casa y encuentra a Hoover muerto junto a su cama. Un Tolson afligido cubre el cuerpo de su amigo. Nixon pronuncia un discurso conmemorativo en televisión para Hoover, mientras varios miembros de su personal ingresan a la oficina de Hoover y buscan entre los archivadores y los cajones en busca de sus rumorados archivos "confidenciales", pero no encuentran nada. En la última escena, Gandy destruye montones de archivos

## Reparto

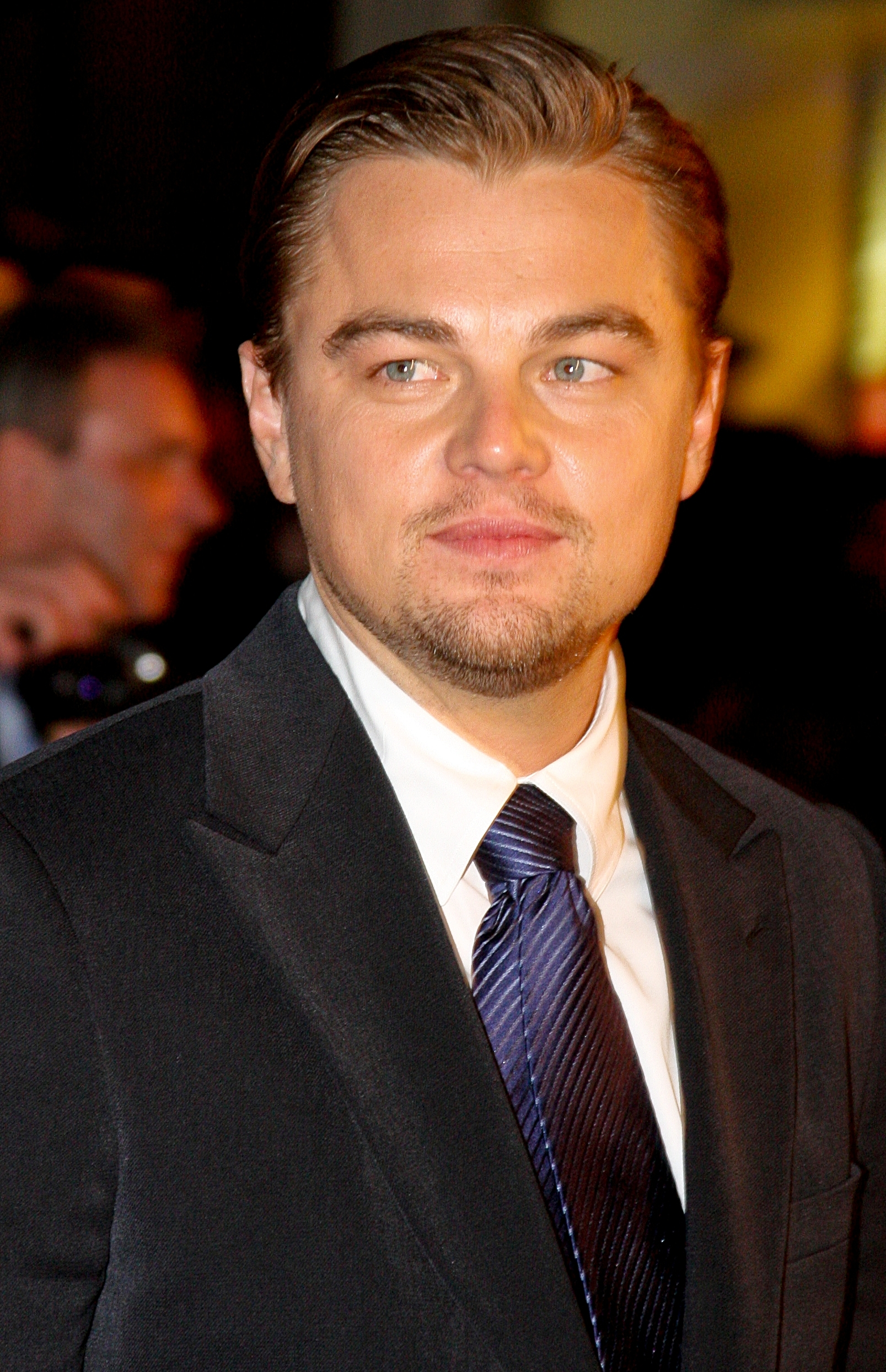
Leonardo DiCaprio como J. Edgar Hoover.

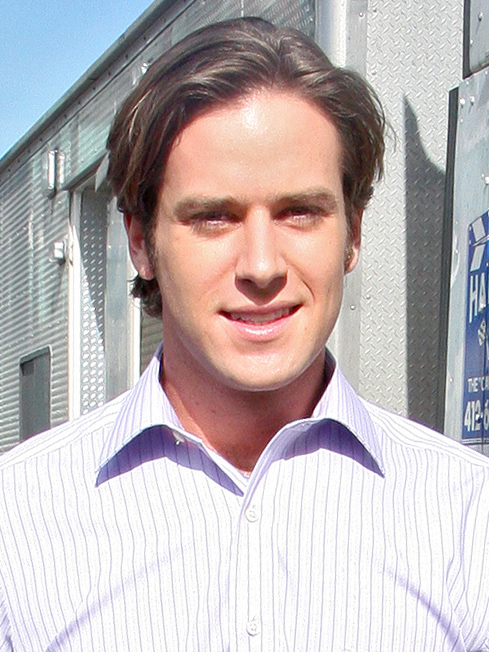
Armie Hammer como Clyde Tolson.

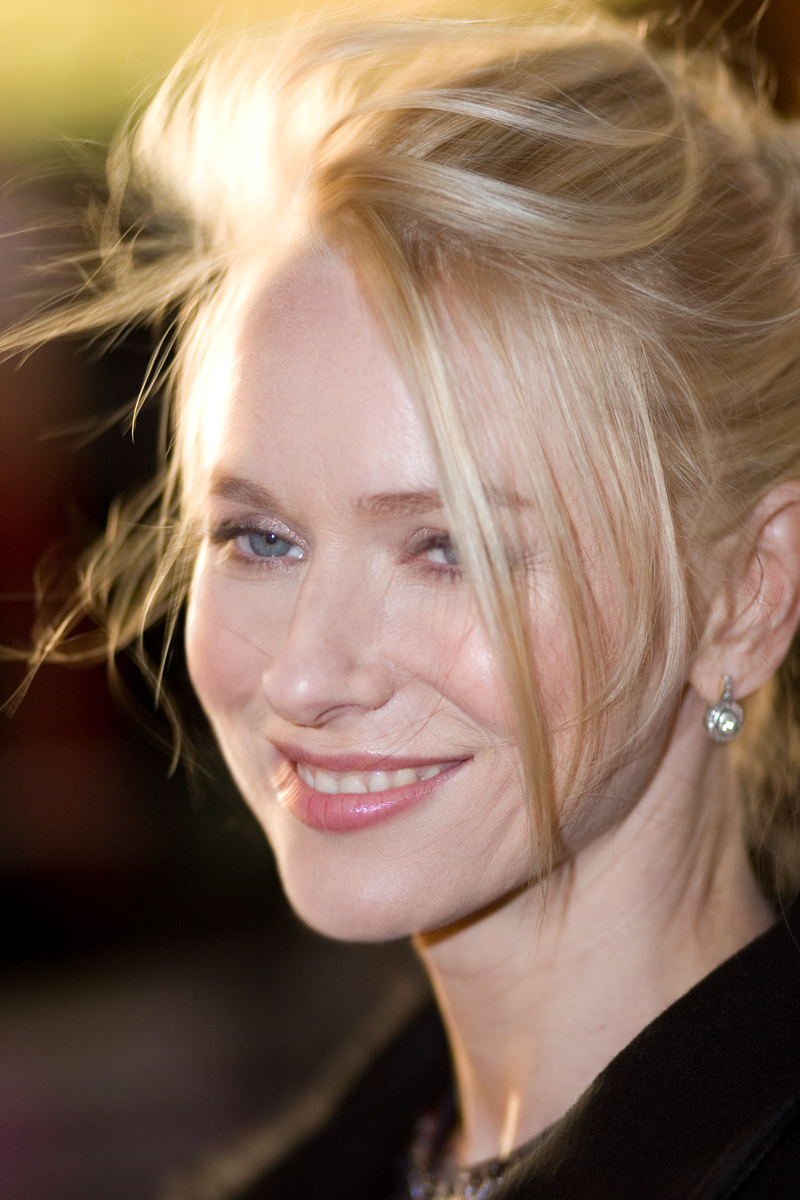
Naomi Watts como Helen Gandy.

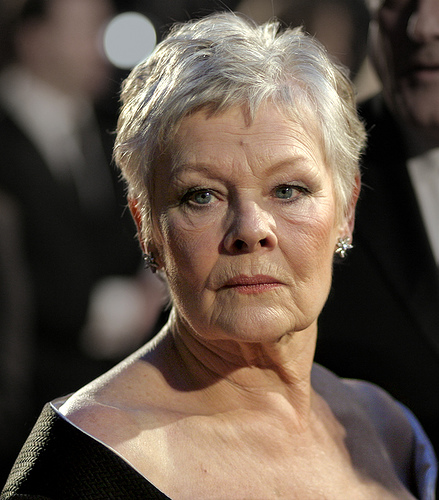
Judi Dench como Annie Hoover.

- Leonardo DiCaprio como J. Edgar Hoover.
- Armie Hammer como Clyde Tolson.
- Naomi Watts como Helen Gandy.
- Judi Dench como Annie Hoover.
- Ed Westwick como Agent Smith.
- Josh Lucas como Charles Lindbergh.
- Jeffrey Donovan como Robert F. Kennedy.
- Damon Herriman como Bruno Hauptmann.
- Dermot Mulroney como Coronel Schwarzkopf.

## Producción
Se empezó a rodar el 7 de febrero de 2011. Fue filmada en las ciudades de Los Ángeles (California), Washington D. C. y Warrenton (Virginia), todas ellas en Estados Unidos. Durante el proceso de composición del reparto se rumoreó que Joaquin Phoenix interpretaría a Clyde Tolson, pero los rumores fueron negados posteriormente. Para interpretar a Helen Gandy se contrató a Charlize Theron, pero ésta abandonó el proyecto en favor de Snow White and the Huntsman (2012). Por otro lado, Amy Adams también fue tanteada para dar vida a dicho personaje, pero finalmente recayó en Naomi Watts.

### Sexualidad de J. Edgar Hoover
En la película se aborda la posible homosexualidad de J. Edgar Hoover y sobre su presunta relación sentimental con Clyde Tolson. Hoover nunca contrajo matrimonio, lo que siempre despertó rumores acerca de su sexualidad. Clint Eastwood decidió retratar este aspecto de la vida privada de Hoover en el film, por ello el director y el actor Leonardo DiCaprio decidieron documentarse lo máximo posible para que posteriormente quedara reflejado en pantalla. Durante la premier llevada a cabo en Los Ángeles, DiCaprio declaró que "siendo sincero, no tengo la respuesta a esa pregunta, ni tampoco queda nadie vivo que lo sepa". Además agregó que "hacían todo juntos, ninguno tuvo familia ni novia, entonces si uno saca conclusiones...".
Algunos de los aún seguidores de J. Edgar Hoover ven como un agravio esta especulación con su sexualidad. William Branon, vicepresidente y exagente de la Fundación J. Edgar Hoover envió una carta a Eastwood en la que expresaba su disconformidad con que "se retratara una relación homosexual entre el Sr. Hoover y su lugarteniente Tolson", añadiendo que "no hay base real para esta caracterización, sería una grave injusticia y una tergiversación monumental". Los historiadores que han estudiado durante años su vida privada están divididos ante la posibilidad de una relación sentimental entre Hoover y Tolson.

## Recepción

### Respuesta crítica
Según la página de Internet Rotten Tomatoes obtuvo un 41% de comentarios positivos, llegando a la siguiente conclusión: "Leonardo DiCaprio realiza una previsible gran interpretación, pero J. Edgar tropieza en todos los demás departamentos, con un maquillaje cursi, una pobre iluminación y con una narración confusa y monótona". Peter Travers escribió para Rolling Stone que "a pesar de estar sepultado bajo capas de látex, DiCaprio es una rugiente maravilla como J.Edgar Hoover. Incluso aunque la película falla en sus grandes ambiciones, no te la puedes quitar de la cabeza". Owen Gleiberman señaló que "Eastwood renuncia a su ritmo parsimonioso por algo más rápido y conversacional, convirtiendo a J.Edgar en un ensayo dramático sobre cómo se fusionaron la ley y la represión, el heroísmo y la corrupción, en la persona de Hoover". Según la página de Internet Metacritic obtuvo críticas mixtas, con un 59%, basado en 41 comentarios de los cuales 24 son positivos.

### Premios
Globos de Oro
| Año  | Categoría           | Persona           | Resultado |
| ---- | ------------------- | ----------------- | --------- |
| 2011 | Mejor actor - Drama | Leonardo DiCaprio | Candidato |

Premios del Sindicato de Actores
| Año  | Categoría              | Persona           | Resultado |
| ---- | ---------------------- | ----------------- | --------- |
| 2011 | Mejor actor            | Leonardo DiCaprio | Candidato |
| 2011 | Mejor actor de reparto | Armie Hammer      | Candidato |

Fue candidata en el National Board of Review como «mejor película». Fue candidata en la Broadcast Film Critics Association en dos categorías, «mejor actor» (DiCaprio) y «mejor maquillaje».

### Taquilla
Estrenada de forma limitada el miércoles 9 de noviembre en 7 cines estadounidenses debutó en decimosexta posición con 52.645 dólares. El viernes 11 de noviembre se expandió su exhibición hasta los 1.910 cines debutando en quinta posición con 11 millones de dólares, con una media por sala de 5.873 dólares, por delante de A Very Harold & Kumar 3D Christmas y por detrás de Tower Heist. Recaudó en Estados Unidos 37 millones. Sumando las recaudaciones internacionales la cifra asciende a 79 millones. El presupuesto estimado invertido en la producción fue de 35 millones. En la siguiente tabla se muestran los diez primeros países donde mayores cifras obtuvo:
| País           | Recaudación (en USD) |
| -------------- | -------------------- |
| Estados Unidos | 37.306.030           |
| Francia        | 11.749.795           |
| Italia         | 8.035.717            |
| España         | 4.165.909            |
| Japón          | 3.558.295            |
| Australia      | 2.037.881            |
| Dinamarca      | 1.862.861            |
| Reino Unido    | 1.647.423            |
| México         | 1.525.192            |
| Brasil         | 824.345              |